# Rasmus Klump
Rasmus Klump er en dansk tegneserie, skabt af Carla (19. september 1906 – 6. december 2001) og Vilhelm Hansen (6. maj 1900 – 3. december 1992), der fortæller om de eventyr, Rasmus Klump og hans venner oplever. Rasmus Klump optræder altid i røde smækbukser med hvide polkaprikker og rejser Jorden rundt på "Det gode skiv Mary", som han og vennerne byggede i det første album. Skibet Mary var opkaldt efter Rasmus Klumps mor, Mary Klump.
Rasmus Klump-tegneserien er udgivet i mere end 30 lande siden 1951, og antallet af solgte hæfter har passeret 20 mio. eksemplarer. Rasmus Klump er blevet lavet til en tegnefilmserie, en legeplads i Tivoli, og i perioden 1998-2009 blev Rasmus Klump Prisen uddelt.

## Historie
Rasmus Klump begyndte som en tegneseriestribe den 17. november 1951 i Berlingske Aftenavis. Den blev hurtigt udbredt til udenlandske aviser, hvor den blev solgt i over 30 millioner eksemplarer. Da populariteten steg, udkom det første album i 1952 (Rasmus Klump bygger skib) og efterfølgende mange flere.
I det første udkast, Vilhelm Hansen lavede til Berlingske Aftenavis, var historien baseret på en skildpadde, illustrationen af hvilken siden blev solgt til Toms Chokoladefabrik, hvor den blev til Toms kendte chokoladeskildpadde. Senere fik den dog lov til at være med i historien som Pildskadden.
I 1998 stiftede Carla Hansen i samarbejde med PIB Copenhagen Rasmus Klump Prisen. Rasmus Klump Prisen uddeltes til en person, institution, organisation eller virksomhed, som gennem sit virke og optræden havde levet op til filosofien i Rasmus Klump-historierne og derved havde været et godt eksempel for andre danskere. Blandt modtagerne var H.K.H. Kong Frederik 10 (Pingo), fodboldspilleren Michael Laudrup og Danske Hospitalsklovne.
Rasmus Klump fyldte 50 år den 17. november 2001 og kom i den anledning på et frimærke med en værdi af fire kroner. Frimærket udkom den 16. januar 2002.
I 2007 solgte PIB rettighederne til serien til Egmont Story House; en del af Egmont-koncernen, der også ejer forlaget Carlsen, som udgiver serien.
I 2010 åbnede en ny legeplads i forlystelsesparken Tivoli i København, der var opbygget efter fortællingerne om Rasmus Klump, og området hedder Rasmus Klumps Verden.
I 2025 overtog forlaget Saga Egmont rettighederne fra Story House for sammen med Carlsen og Tivoli at videreføre Rasmus Klump-varemærket.

## Personer
- Rasmus Klump (bjørn), seriens omdrejningspunkt og kreativ ved at bygge ting, mest af træ
- Pingo (pingvin), verdens bedste styrmand
- Skæg (sæl[5]), den garvede sømand, som gerne fortæller om "dengang vi la' nede i Biscayen" (uden dog at komme meget videre)
- Pelle (pelikan), det omvandrende depot – der er som regel noget i næbposen, som de kan bruge
- Knalle (struds), skibslægen der altid har en glubende appetit
- Mor (Mary) (bjørn), uddeler tørre bukser og tykke pandekager med syltetøj
- Pildskadden (skildpadde), over 100 år gammel (album 1 – originaltryk, side 33) og snakker pildskaddesprog.
- Frømand (frø), hedder egentlig "Jabiduttiperslikkenberg" (album 4 side 22) og er navngivet af Pildskadden på pildskaddesprog. Frømand bliver "født" af Pildskadden i albummet "Rasmus Klump på skattejagt".
- Gøjen (papegøje), bliver udruget af Pildskadden og Frømand i albummet "Rasmus Klump som dykker" (side 19)
- Dengse (bjørn), lillebror til Rasmus Klump i Album Nr. 22
- Pluk (sæl), Skægs fætter på Nordpolen. Pluk har en skruetatovering på brystet (ikke et anker som Skæg) og en anden pibe.

Samlet kaldes Pildskadden, Gøjen og Frømand også for Gavstrikkerne eller de små, og de optræder som bipersoner med små sjove indslag i baggrunden af hovedhandlingen. De er kendt for at være gode kortspillere, der som regel slår deres modstandere stort, men er selv blevet blanket af nogle enkelte gange.
Derudover optræder et stort antal bipersoner, ofte afhængig af lokaliteten (eksempelvis kongen af Nordpolen), Rasmus Klumps bedstefar eller forskellige personer, der passer ind i handlingen.

## Navn
Rasmus Klumps fornavn kommer fra tegneseriestriben Strudsen Rasmus, mens efternavnet Klump blev opkaldt efter Carla og Vilhelm Hansens underbos hund. Oprindeligt var Bjørnen Rasmus også blevet foreslået. Rasmus Klump må ikke forveksles med den svenske tegneserie Bamse.

### Oversættelser
- Bamse eller Bamse Bjørn på norsk
- Barnaby Bear på engelsk (Random House: "Barnaby Bear builds a boat" og "Barnaby Bear visits the farm")
- Bruin på engelsk (Evening Times: "The Bruin Story" aog "Bruin's Adventures at Sea")
- Bundle bruges i nogle oversættelser til engelsk[7]
- Pechi på spansk
- Petzi på fransk (Casterman), tysk (Carlsen Comics), italiensk og portugisisk
- Pol på nederlandsk (Casterman)
- Rasmus Klumpur på islandsk
- Rasmus Nalle på finsk og svensk (Weilin+Göös)
- Rasmus Tøppur på færøsk[8]
- Pipi xiong （皮皮熊）  på kinesisk
- Miś Poldek på polsk

## Albums
1. Rasmus Klump bygger skib
2. Rasmus Klump møder Ursula
3. Rasmus Klump træffer Mutter Ansjos
4. Rasmus Klump i Syvsoverland
5. Rasmus Klump i pyramiderne
6. Rasmus Klump på Skildpaddeøen
7. Rasmus Klump på Nordpolen
8. Rasmus Klump som bjergbestiger
9. Rasmus Klump på landet
10. Rasmus Klump høster
11. Rasmus Klump jorden rundt
12. Rasmus Klump som dykker
13. Rasmus Klump på Robinson Crusoe's ø
14. Rasmus Klump i Pingonesien
15. Rasmus Klump på jagt efter en møjsengøjser
16. Rasmus Klump på skattejagt
17. Rasmus Klump bliver konge
18. Rasmus Klump sjov på slottet
19. Rasmus Klump i Aladdins hule
20. Rasmus Klump i undervandsbåd
21. Rasmus Klump og Futkarl
22. Rasmus Klump og hans lillebror
23. Rasmus Klump i Fortidsland
24. Rasmus Klump kapsejlads i Fortidsland
25. Rasmus Klump i troldeskoven
26. Rasmus Klump i høj sø
27. Rasmus Klump blandt hattesvingere
28. Rasmus Klump til fødselsdagssjov
29. Rasmus Klump på flodtur
30. Rasmus Klump får brev fra bedstefar
31. Rasmus Klump bygger radiostation
32. Rasmus Klump møder Tik-Tak og andre venner
33. Rasmus Klump i vanskeligheder
34. Rasmus Klump klarer en rævestreg
35. Rasmus Klump har fart på
36. Rasmus Klump i spøgelseshuset
37. Rasmus Klump i Kina
38. Rasmus Klump og luftskibet
39. Rasmus Klump og malersprutten

## Tegnefilmserier og computerspil
Rasmus Klump er blevet omsat til tegnefilm flere gange. Første gang var angiveligt en dansk lavbudget-produktion af 13 afsnit i 1960'erne. Den kendes fra en kontrakt mellem Statens Filmcentral og Illustrationsforlaget, men derudover vides ikke meget om den. Animatoren Harry Rasmussen har dog i sine erindringer fortalt om, hvordan han og Børge Hamberg i 1962 foreslog Carlsens Presse- og Illustrationsbureau (P.I.B.) at lave en række korte tegnefilm baseret på tegneserien. P.I.B. fandt dog, at Rasmussen og Hamberg var for dyre, og efter egne forsøg blev opgaven givet til et tjekkoslovakisk tegnefilmselskab, der kunne gøre det billigt. Kvaliteten var dog lav, så produktionen overgik til et andet tjekkisk selskab, der leverede en bedre kvalitet.
I 1984 blev der lavet en ny serie på 13 afsnit, der blev til på baggrund af en aftale mellem PIB Copenhagen og Casterman i Belgien. Serien blev animeret af en amerikaner, der boede i Japan. Det var stadig en lavbudget-serie, men indtjeningen var acceptabel, og serien blev sendt på flere kanaler verden over.
Endelig lavede det danske firma A. Film en serie på 52 afsnit med instruktion af Karsten Kiilerich fra 1995 til 1998. Serien er udgivet på dvd både som samlet sæt og fordelt på flere dvd'er.
Computerspilfirmaet Savannah udgav i forbindelse med Rasmus Klumps 50-års fødselsdag den 17. november 2001 cdrom-spillet »Rasmus Klump Holder Fødselsdag«, der blev det hidtil hurtigst sælgende børnespil. Siden fulgte to andre spil, Rasmus Klump som Landpost og Fnullers Isbod.
Egmont overtog rettighederne i 2007 og udgav i 2011 Rasmus Klump app'en, der er en såkaldt free-to-play digital legeplads, hvor man kan tilkøbe digitale udgivelser af hæfterne og afsnit fra A. Films tv-serie.
Firmaet Mayland har udgivet en familiekalender med Rasmus Klump. Heri er den 28. februar fastlagt som Rasmus Klumps pandekagedag.

## Rasmus Klump Prisen
Hver år, mellem 1998-2009, blev Rasmus Klump Prisen uddelt til en person, der "gennem sit virke har levet op til filosofien i Rasmus Klump-historierne om venskab og trofasthed, og som derved har været et godt eksempel for danskerne". Traditionen blandt modtagerne var, at prisen blev givet videre til et godgørende formål.
Prisen blev uddelt første gang den 22. september 1998 til HKH Kong Frederik X (Kendt som Pingo blandt venner).
Prisen bestod af en statuette af Pingo, en originaltegning af Rasmus Klump samt en check på 50.000 eller 25.000 kr. Uddelingen foregik på Københavns Rådhus efterfulgt af spisning af pandekager.
- 1998 - Hans Kongelige Højhed Kong Frederik 10., (f. 1968) - (Pingo blandt venner)
- 1999 - Fodboldspiller Michael Laudrup (f. 1964)
- 2000 - Forfatter og præst Johannes Møllehave (f. 1937)
- 2001 - Skuespillerinde Lone Hertz (f. 1939)
- 2002 - Dansk Handicap Idræts-Forbund
- 2003 - Brandvæsnernes Idrætsforeningers "Bamseprojekt".
- 2004 - Sigurd Barrett
- 2005 - Danske Hospitalsklovne
- 2006 - Red Barnet (Bubber)
- 2007 - Prisen blev ikke uddelt
- 2008 - Bamse fra Bamses Billedbog
- 2009 - HKH Dronning Mary

## Oversættelser
Serien er blevet udgivet på forskellige sprog:
- fransk, tysk, portugisisk og italiensk: Petzi
- nederlandsk: Pol (i førtiden: Polle, Pelli en Pingo i Nieuwsblad van het Noorden)
- svensk og finsk: Rasmus Nalle
- engelsk: under følgende navne: Bruin, Barnaby Bear og Bundle